# Мятієв Сеїдназар
Сеїдназар Мятієв (1909, аул Бами Бахерденського повіту Закаспійської області, тепер Бахерденського етрапу Ахалського велаяту, Туркменістан — 15 липня 1964, місто Ашхабад, тепер місто Ашгабат, Туркменістан) — радянський діяч, 2-й секретар ЦК КП(б) Туркменії, 1-й секретар Марийського і Ашхабадського обкомів КП(б) Туркменії. Депутат Верховної ради Туркменської РСР. Депутат Верховної ради СРСР 2—3-го скликань.

## Життєпис
Народився в селянській родині. Трудову діяльність розпочав у 1919 році наймитом.
З 1923 року виховувався в Бахерденському дитячому будинку. З 1924 року здобував освіту в Москві.
Член ВКП(б) з 1929 року.
У 1931—1932 роках — студент комуністичного університету народів Сходу в Москві.
Перебував на комсомольській та партійній роботі.
У 1936—1938 роках — інструктор відділу агітації та пропаганди ЦК КП(б) Туркменістану. У 1938—1940 роках — завідувач відділу преси ЦК КП(б) Туркменістану, відповідальний редактор республіканської газети «Совет Туркменистаны».
У 1940—1945 роках — 1-й секретар Марийського обласного комітету КП(б) Туркменії.
У 1945—1946 роках — 2-й секретар ЦК КП(б) Туркменії.
На 1949—1952 роки — 1-й секретар Ашхабадського обласного комітету КП(б) Туркменії.
У 1955 — 15 липня 1964 року — старший викладач та завідувач кафедри історії КПРС Туркменського державного університету імені Горького.
Помер 15 липня 1964 року в місті Ашхабаді.

## Нагороди та відзнаки
- орден Леніна
- орден Трудового Червоного Прапора
- орден «Знак Пошани» (22.01.1944)
- медаль «За доблесну працю у Великій Вітчизняній війні 1941—1945 рр.»
- медалі